# Luigi Scrosati
Luigi Ambrogio Scrosati (Milano, 21 giugno 1815 – Milano, 3 dicembre 1869) è stato un pittore e decoratore italiano.

## Biografia
Pur senza essersi formato in nessuna Accademia, fu particolarmente attivo e apprezzato nella Milano di metà Ottocento, dove ha decorato numerose residenze nobiliari, urbane e suburbane. Fra queste si ricordano il Palazzo Poldi Pezzoli, il Palazzo Litta, la Villa Litta a Vedano, la Villa Ghirlanda Silva a Cinisello (1852), la Villa Amalia ad Erba, la Villa Sioli Legnani a Bussero, la Villa Cramer ad Alserio e Palazzo Serbelloni, insieme con i pittori Giuseppe Bertini e Podesti, in un gusto accademico, con ricordi tiepoleschi.
Oltre a dipinti di figura, si distinse per la raffigurazione di nature morte con fiori, realizzate ad acquerello, con effetti che ricordano la scapigliatura, alle quali si dedicò in special modo dopo il 1857, quando fu colpito da una paralisi agli arti inferiori.
Dette così iniziò a un nuovo genere pittorico, che gli valse nel 1863 la cattedra di ornato all'Accademia milanese di Brera.
La sua produzione raggiunse un buon successo e raccolse consensi da due importanti critici del suo tempo: Vespasiano Bignami e Gustavo Botta..
Alla Galleria dell'Accademia di belle arti di Napoli si conservano due suoi acquarelli, sullo stesso soggetto e datati entrambi 1862: Nel Duomo di Milano, 36x52,3 cm, firmato e Nel Duomo di Milano, 36,6x48,1 cm.